# Roberto di Blois
Roberto di Blois e di Tours (... – dopo il novembre 902) fu conte di Blois e Tours.

## Origine
Dei suoi ascendenti non si hanno notizie.

## Biografia
Di Roberto si hanno scarse notizie.
Viene citato solo nelle Chartes Vendômoises, nel documento XXI, datato novembre 902, inerente a una donazione del visconte di Blois, Guarnegaud e della moglie Elena, in cui Roberto viene citato col titolo di conte assieme al Conte di Vendôme, Bouchard Ratepilate.
Non si sa esattamente in che anno Roberto divenne conte di Tours. Dopo che al conte Ugo, nell'828, era stata sottratta la contea da parte di Ludovico il Pio, non si hanno notizie precise di chi succedette a Ugo. Sembra che il re dei Franchi occidentali, Carlo il Calvo, dopo l'840, avesse dato la contea di Tours al conte Viviano, abate laico di San Martino di Tours, che ebbe fama per aver ordinato quella che è conosciuta come la prima Bibbia di Carlo il Calvo, detta anche Bibbia di Viviano (Bible de Vivien). Molto probabilmente Roberto succedette a Viviano.
La contea poi, tra l'861 e l'866, fu annessa al marchesato di Neustria, dal Marchese di Neustria contro i Bretoni, Roberto il Forte.
Per la contea di Blois, molto probabilmente Roberto, nel corso dell'865, succedette al suo predecessore, Oddone I, che era il fratello (maggiore) di Roberto il Forte. Ma, l'anno seguente, la contea fu annessa al marchesato di Neustria, ancora dal Marchese di Neustria contro i Bretoni, Roberto il Forte.
Le due contee, alla morte di Roberto il Forte, avvenuta in quello stesso anno (866), unite al titolo di Marchese di Neustria contro i Bretoni, passarono a Ugo l'abate e da quest'ultimo ad Oddone, conte di Parigi, a cui, nel 988, succedette il fratello, Roberto.
Visto che nel 902 Roberto viene citato col titolo di conte, si può pensare che sotto il governo del marchesato di Neustria del futuro re dei Franchi occidentali, Roberto, Roberto di Blois si sia riappropriato del titolo di conte.
Di Roberto dopo la citazione di cui sopra non si hanno altre notizie, per cui non si conosce l'anno esatto della morte.

## Discendenza
Di Roberto non si conosce né il nome né gli ascendenti di un'eventuale moglie, e non si hanno notizie di discendenti.

### Fonti primarie
- (LA)  L'Abbé C. Métais, Chartes Vendômoises (Vendôme).

### Letteratura storiografica
- René Poupardin, I regni carolingi (840-918), in «Storia del mondo medievale», vol. II, 1999, pp. 583–635
- Louis Halphen, Francia: gli ultimi Carolingi e l'ascesa di Ugo Capeto (888-987), in «Storia del mondo medievale», vol. II, 1999, pp. 636–661
- (FR)  René Merlet Les Comtes de Chartres.